# Đồn Anderson
Đồn Anderson (nằm ở vị trí số 42 Powers Court, St. John, Newfoundland, Canada) là một di tích lịch sử đồn quân sự được cho là lâu đời nhất ở thành phố St John của Canada. Hiện nay, di tích này là một trong những địa điểm du lịch ở Newfoundland.

## Lịch sử
Đồn quân sự này được xây dựng cho James Anderson, một trung sĩ trong lực lượng dân quân cư ngụ, ban đầu thì ngôi nhà được xây dựng một cách khiêm tốn và một điển hình của ngôi nhà kiểu dáng thế kỷ 19 được xây dựng vào khoảng năm 1804. Nó được xây dựng trên đất đã được mua từ Tiến sĩ Jonathan Ogden-một chánh án Newfoundland năm 1802. Ngôi nhà đã được sử dụng như một nơi cư trú của cả các lực lượng quân sự và những người dân thường. Chõ ở này đã được sử dụng như một doanh trại quân đội với một phần (bây giờ đã bị phá hủy) của ngôi nhà được sử dụng để làm chuồng ngựa. Sau đó, nó đã được một số gia đình mua lại và chuyển giao sở hữu cho Công ty Cổ phần Giám mục Công giáo La Mã của John. Henry C. Tillmann (1824-1862) một giáo sư âm nhạc và một nhà soạn nhạc, từ Halifax, Nova Scotia, mua nhà này vào năm 1860. Ông đã đến ở St John vào năm 1844. Ngày 23 tháng 3 năm 1996, Đồn Anderson đã trở thành một di sản đăng ký bởi Quỹ Di sản của Newfoundland và Labrador. Một tấm bảng ghi nhận được đóng lên di tích này vào năm 1998.